# Campeonato Mundial de Gimnasia Rítmica de 2027
El XLIII Campeonato Mundial de Gimnasia Rítmica se celebrará en Bakú (Azerbaiyán) entre el 15 y el 19 de septiembre de 2027 bajo la organización de la Federación Internacional de Gimnasia (FIG) y la Federación Azerbaiyana de Gimnasia.
Las competiciones se realizarán en la Arena Nacional de Gimnasia de la capital azerbaiyana. 